# اولور
اولور (به ترکی استانبولی: Olur، به ارمنی: Տայոց քար، به گرجی: ტაოსკარი، به کردی: Tawûsker) یک منطقهٔ مسکونی در ترکیه است که در استان ارزروم واقع شده‌است.